# Нью-Хоп (Джорджия)
Нью-Хоп (англ. New Hope — Новая Надежда) — невключённая община в округе Полдинг, штат Джорджия. Некогда относился к сельской местности, в настоящее время считается одним из городков-спутников Атланты и относится к Далласу.

## География
Расположен на пересечении государственного шоссе 381 (известно также как шоссе «Даллас—Акворт», до 1980 года — участок шоссе 92) с Олд-Картерсвилл (Old Cartersville) и Уэст-Полдинг (East Paulding).

## История
25 и 26 мая 1864 года в период Гражданской войны близ Нью-Хопа произошло сражение при Нью-Хоуп-Чёрч, одно из небольших сражений Атлантской кампании, когда Уильям Шерман попытался перехитрить Джозефа Джонстона, но направленный им корпус под командованием Джозефа Хукера потерпел поражение.
4 апреля 1977 года в Нью-Хопе произошла крупнейшая в штате Джорджия авиационная катастрофа. McDonnell Douglas DC-9 авиакомпании Southern Airways выполнял полёт в Атланту, когда при пролёте сильной грозы у него отказали оба двигателя. Тогда экипаж совершил вынужденную посадку на шоссе 92 (на тот момент) в районе городка, но при пробеге по дороге лайнер врезался в деревья, столбы и автомобили, а также снёс автозаправочную станцию и продуктовый магазин, в результате чего разрушился. В катастрофе погибли 72 человека — 63 из 85 человек на борту самолёта, а также 9 жителей городка.